# R. S. Mangalam
R. S. Mangalam es una ciudad y nagar Panchayat situada en el distrito de Ramanathapuram en el estado de Tamil Nadu (India). Su población es de 14565 habitantes (2011).  Se encuentra a 35 km de Ramanathapuram.

## Demografía
Según el censo de 2011 la población de R. S. Mangalam era de 14565 habitantes, de los cuales 7296 eran hombres y 7269 eran mujeres. R. S. Mangalam tiene una tasa media de alfabetización del 89,64%, superior a la media estatal del 80,09%: la alfabetización masculina es del 94,73%, y la alfabetización femenina del 84,58%.